# Monaster św. Hioba Poczajowskiego w Ladomirovej
Monaster św. Hioba Poczajowskiego – prawosławny męski klasztor w Ladomirovej, funkcjonujący w latach 1924–1944.
Klasztor został założony przez grupę mnichów żyjących przed rewolucją październikową w ławrze Poczajowskiej, na czele z archimandrytą Witalisem (Maksimienko). Przy monasterze działała drukarnia, która wydawała co roku „Cerkownyj Russkij Kalendar”, od 1928 pismo „Prawosławnaja Karpatskaja Rus' ” oraz księgi liturgiczne. Monaster prowadził również działalność misyjną, przyczyniając się do przejścia 24 parafii katolickich obrządku rusińskiego na prawosławie.

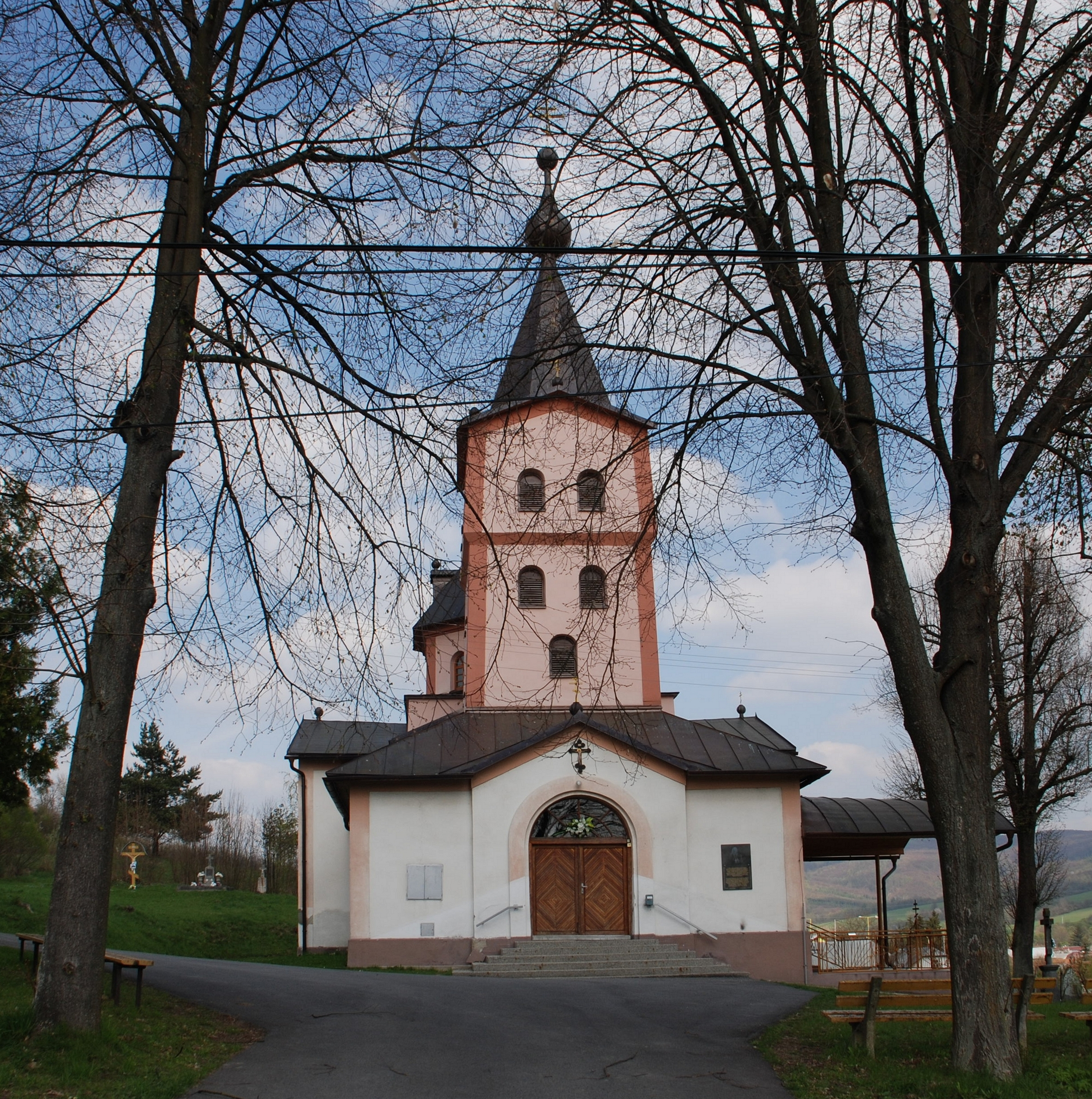
Elewacja frontowa
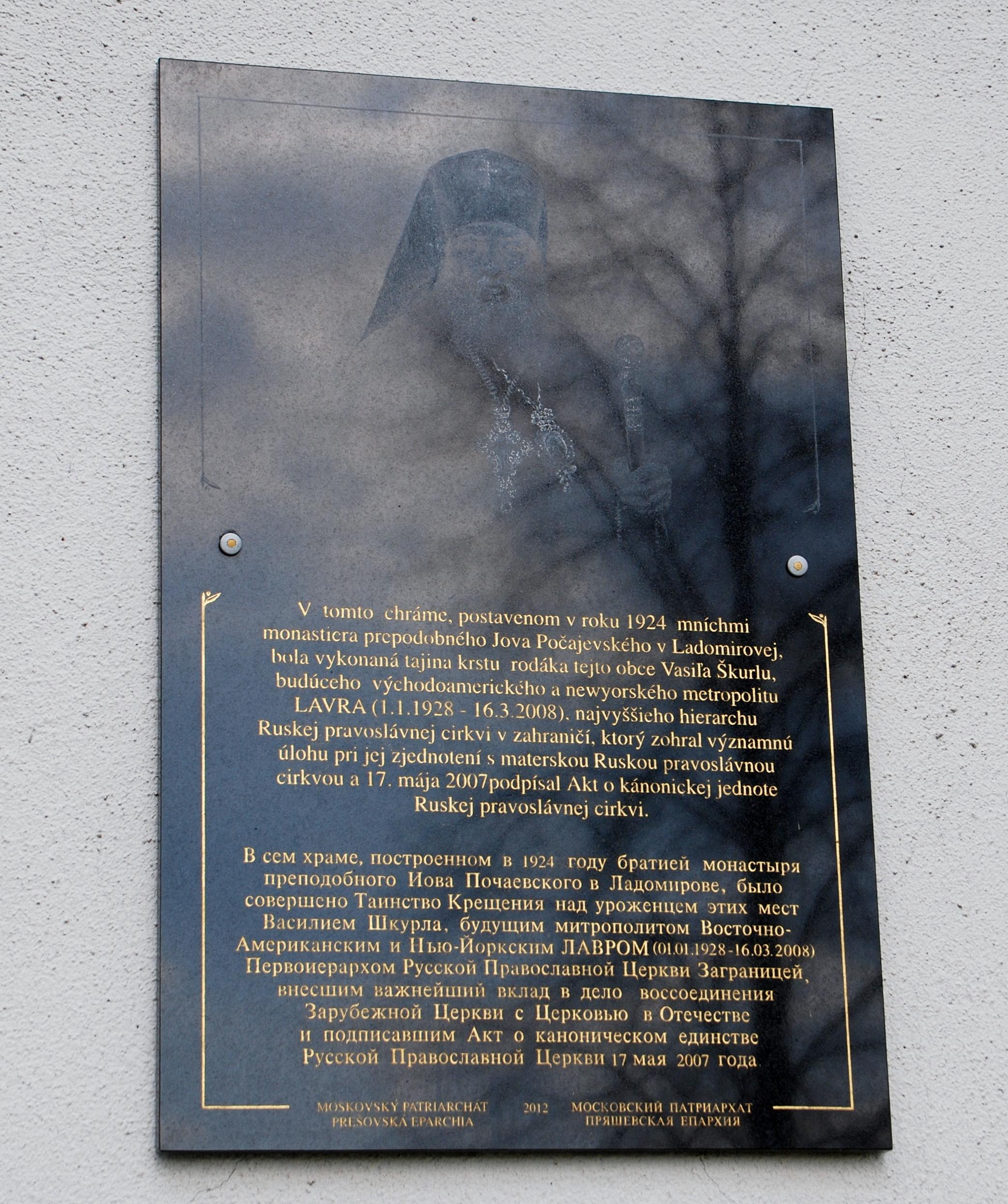
Tablica pamiątkowa
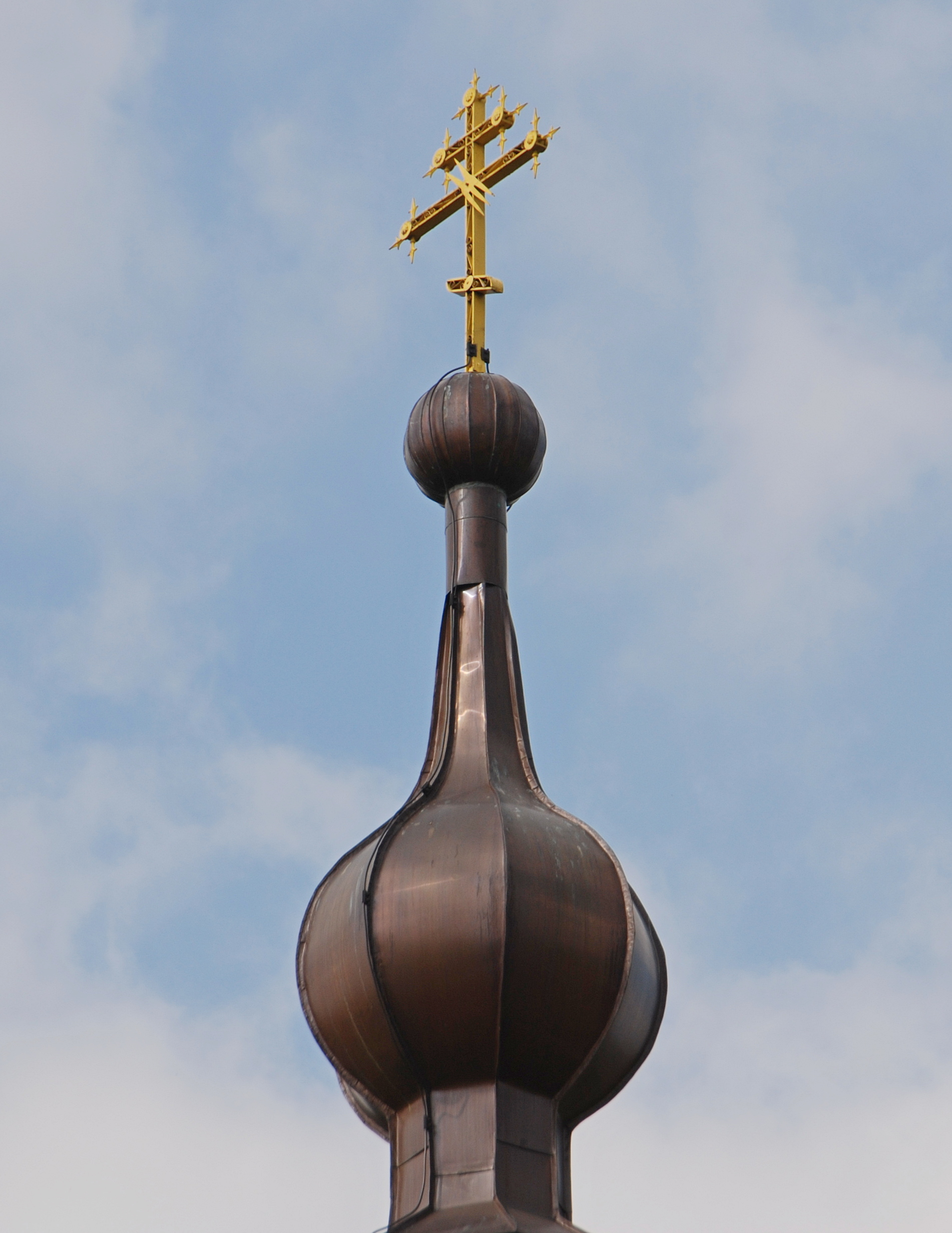
Krzyż na wieży cerkwi

Witalis (Maksimienko) pozostawał przełożonym monasteru w Ladomirovej do swojej chirotonii biskupiej w 1934. W wymienionym roku zastąpił go Serafin (Iwanow). Kierował on wspólnotą w duchu zainicjowanym przez poprzednika, podróżował za granicę w celu uzyskiwania wsparcia finansowego dla klasztoru. W 1944 koordynował jego ewakuacją do Monachium, w ucieczce przed Armią Czerwoną.
Mnisi klasztoru w Ladomirovej założyli monaster św. Hioba Poczajowskiego w Monachium, a część z nich także monaster Trójcy Świętej w Jordanville. W Ladomirovej funkcjonuje prawosławna parafia św. Michała Archanioła (jurysdykcja Kościoła Prawosławnego Czech i Słowacji); próby reaktywacji monasteru nie przynosiły dotąd efektu.
W monasterze żyli dwaj późniejsi zwierzchnicy Rosyjskiego Kościoła Prawosławnego poza granicami Rosji: Witalis (Ustinow) i Ławr (Szkurła).